# Бекство из затвора
Бекство из затвора или бег из затвора назив је који у најширем смислу означава чин којим појединац или група људи тајно и без овлашћења напушта одређени простор на који му/јој је власт, нека организација или друга група људи у складу са законом ограничила слободу кретања, најчешће као осуђеницима или ратним заробљеницима. У ужем смислу се под термином подразумева напуштање објекта или инсталације изграђене у сврху ограничења слободе кретања као што су затвор, казнионица), заробљенички или концентрациони логор и сл.
Бег из затвора представља један од најпопуларнијих мотива у делима фикције, за што се као неки од примера може навести телевизијска драмска серија Бекство из затвора или популарни филм Лептир.
У многим државама (укључујући и Сједињене Америчке Државе и Руску Федерацију), бекство из затвора је и кривично дело па се на претходну казну углавном додаје још времена које осуђеник мора да проведе затворен. Већина затвора користи сигурносне системе као што су сензори за покрет, надзорне камере, дебеле решетке на прозорима, високе зидине, бодљикаве жице (често и жилет жице), електричне ограде итд. како би смањили или спречили могућност бекства.